# Comté de la vallée de la Bega
Le comté de la vallée de la Bega (en anglais : Bega Valley Shire) est une zone d'administration locale située dans l'État de Nouvelle-Galles du Sud en Australie.

## Géographie

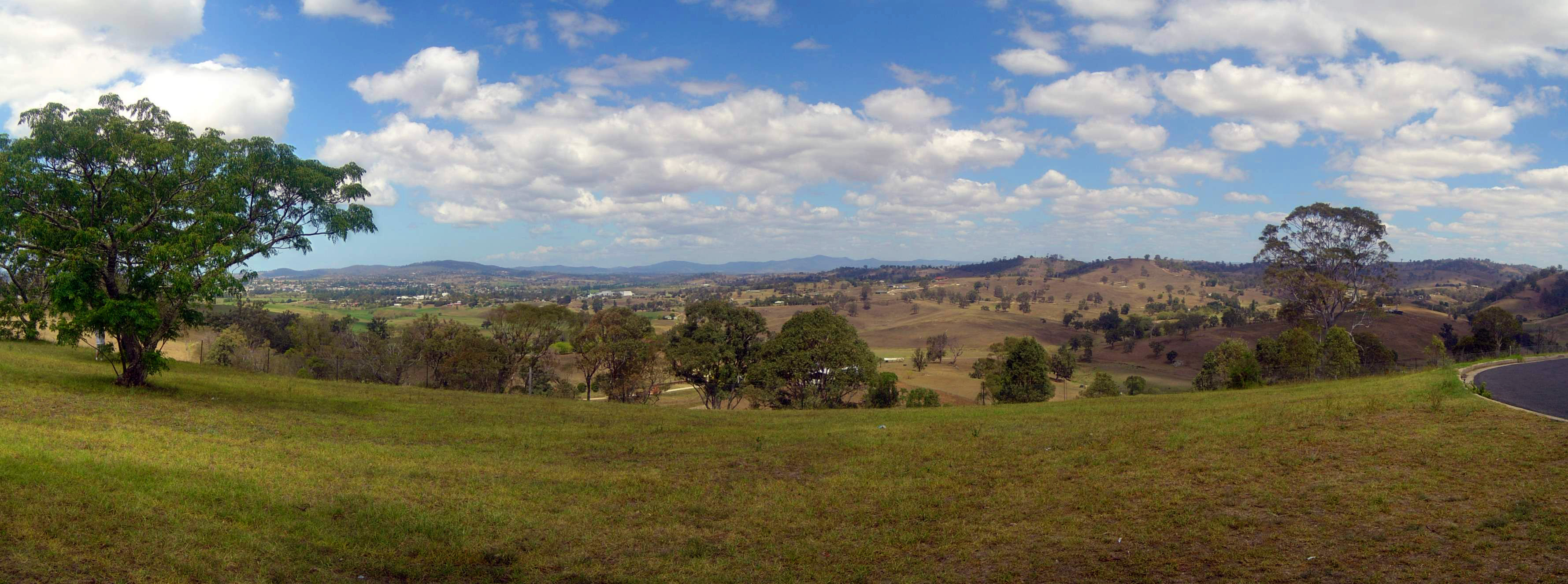
La vallée de la Bega

Le comté est situé dans la région de la Côte Sud, à l'extrémité sud-est de la Nouvelle-Galles du Sud. Il s'étend sur 6 279 km2 entre Bermagui au nord jusqu'à la frontière avec le Victoria au sud et possède une vaste façade sur la mer de Tasman. Il est arrosé par le fleuve du même nom.
Il est connu sous le nom de « côte de Saphir » (Sapphire Coast) pour le tourisme et le commerce.

### Villes et villages
Le comté comprend les villes de Bega et Merimbula, ainsi que les localités de Bemboka, Bermagui, Cobargo, Pambula, Pambula Beach, Tathra, Towamba, Tura Beach, Wolumla et l'ancien port de pêche à la baleine d'Eden. 

## Démographie
| 2001   | 2006   | 2011   | 2016   | 2021   |
| ------ | ------ | ------ | ------ | ------ |
| 30 447 | 31 062 | 31 950 | 33 253 | 35 942 |

## Histoire
La municipalité de Bega est fondée en 1884 et les comtés d'Imlay et Mumbulla en 1906. Les trois collectivités fusionnent en 1981 pour former le comté de la vallée de la Bega.

## Politique et administration

### Administration locale
Le conseil comprend neuf membres élus pour quatre ans, qui élisent parmi eux le maire pour deux ans. Lors des élections locales du 4 décembre 2021, les électeurs ont approuvé par référendum l'instauration de l'élection directe du maire à partir de 2024.

### Composition du conseil
| Élections | Verts | Travaillistes | Libéraux indépendants | Indépendants | Indépendants pour le changement |
| --------- | ----- | ------------- | --------------------- | ------------ | ------------------------------- |
| 2016      | 1     | -             | 8                     | -            | -                               |
| 2021      | 1     | 1             | 1                     | 6            | -                               |
| 2024      | 1     | 2             | -                     | 3            | 3                               |

### Liste des maires
| Période                                  | Période           | Identité            | Étiquette    | Qualité |
| ---------------------------------------- | ----------------- | ------------------- | ------------ | ------- |
| Les données manquantes sont à compléter. |                   |                     |              |         |
| 29 septembre 2016                        | 1er mars 2020     | Kristy McBain       | Indépendante |         |
| 6 mai 2020                               | 16 septembre 2020 | SharonTapscott      | Indépendante |         |
| 16 septembre 2020                        | En cours          | Russell Fitzpatrick | Indépendant  |         |

### Circonscriptions électorales
La zone est rattachée à la circonscription d'Eden-Monaro pour les élections fédérales et à celle de la Bega pour les élections à l'Assemblée législative de Nouvelle-Galles du Sud.